# Мана (остров, Новая Зеландия)
Мана (англ. Mana Island) — небольшой остров в Тасмановом море в непосредственной близости от юго-западного побережья новозеландского острова Северный. Полное маорийское название — Те-Мана-о-Купе (маори Te Mana o Kupe), что переводится с языка маори как «способность Купе пересечь океан до Аотеароа».

## География
Остров Мана расположен примерно в трёх километрах от Северного острова, к западу от города Порируа, в 21 км к северу от Веллингтона и в 23 км к югу от острова Капити. Площадь Маны составляет 2,17 км², длина — 2,5 км, ширина — 1—1,3 км. Высшая точка достигает 121 м. Побережье острова скалистое с крутыми обрывами высотой до 100 м. В центре Маны расположено плато, рассечённое в некоторых местах глубокими долинами и оврагами.
Среднегодовое количество осадков незначительное. Климат относительно прохладный. Летом случаются засухи.
В результате антропогенного фактора, в том числе развития пастбищного хозяйства, поверхность острова претерпела значительные изменения. Тем не менее на Мане произрастает 217 видов сосудистых растений, коренными из которых является 171 вид. Разнообразие фауны достаточно скудное. Однако на острове обитает редкий вид гигантской веты лат. Deinacrida rugosa, сцинка вида лат. Cyclodina macgregori и геккона вида лат. Hoplodactylus chrysosireticus. Кроме того, на побережье гнездятся морские птицы. Часть представителей местной фауны была завезена на Ману специалистами заповедника, в том числе нелетающая птица такахе, окольцованная новозеландская малиновка, бурый чирок, чатемский береговой зуёк, желтолобый прыгающий попугай, зелёный геккон и др.

## История
Согласно археологическим находкам, найденным на Мане, остров был населён ещё в XIV веке представителями коренного населения Новой Зеландии, маори. Примерно в это же время он находился под влиянием племён нгати-тара и нгати-ира, а затем перешёл под контроль племени рангитане.
Европейским первооткрывателем стал британский путешественник Джеймс Кук, который назвал его «островом Тейбл» (в переводе с английского языка «Столовый остров»). В начале 1820-х годов Мана был завоёван представителями племени нгати-тоа во главе с Те-Раупараха и его племянником Те-Рангихаэата. В 1827 году мимо острова проплыло судно HMS Warspite под командованием капитана Дандаса, который дал Мане имя своего корабля.
В 1830-х годах на острове появились первые европейцы, а в 1832 году он был выкуплен Александром Дэвидсоном, Джоном Беллом и Арчибальдом Моссменом, которые провели расчистку леса под одно из первых в Новой Зеландии пастбищ. В 1832 году с острова состоялась вторая в истории страны экспортная отгрузка овечьей шерсти. Параллельно на Мане обосновались китобои, создавшие на острове китобойную станцию.
11 мая 1841 года права собственности на остров были переданы Генри Морингу, который владел им вплоть до 1865 года, когда Мана был передан провинциальному правительству Веллингтона. В 1863 году в северной части Маны был построен маяк, второй по счёту в провинции Веллингтон (он был изготовлен в Лондоне), однако 24 января 1877 года он прекратил свою деятельность из-за двух кораблекрушений, случившихся в 1870 году. Впоследствии маяк был перенесён на мыс Эгмонт.
В 1873 году остров Мана был взят в аренду Дж. Райтом, а в 1886 году — Мариано Велла. В 1948 году он был объявлен коронной землёй, а в 1987 году остров был передан в управление Департамента защиты окружающей среды Новой Зеландии. Пастбищное хозяйство продолжало развиваться вплоть до 1986 года. В настоящее время Мана является заповедником.